# Campo de críquet de Mardyke
El Campo de críquet de Mardyke (en inglés: Mardyke Cricket Ground) es un campo de críquet en Mardyke, en la ciudad de Cork, en Irlanda. El primer partido registrado en el espacio fue en 1866, cuando el condado de Cork jugó contra el equipo I Zingari. Ochenta años más tarde, el campo celebró su partido inaugural de primera clase cuando Irlanda jugó contra Escocia. Otros dos partidos de primera clase entre los equipos se celebraron en 1961 y 1973. 